# Belloy-en-France
Pour les articles homonymes, voir Belloy (homonymie).
Belloy-en-France  est une commune du Val-d'Oise située en plaine de France, et à environ 25 km au nord de Paris.
Ses habitants sont appelés les Belloisiens.

## Géographie

### Localisation
La commune est limitrophe de Luzarches, Épinay-Champlâtreux, Villiers-le-Sec, Villaines-sous-Bois et Saint-Martin-du-Tertre, Viarmes.

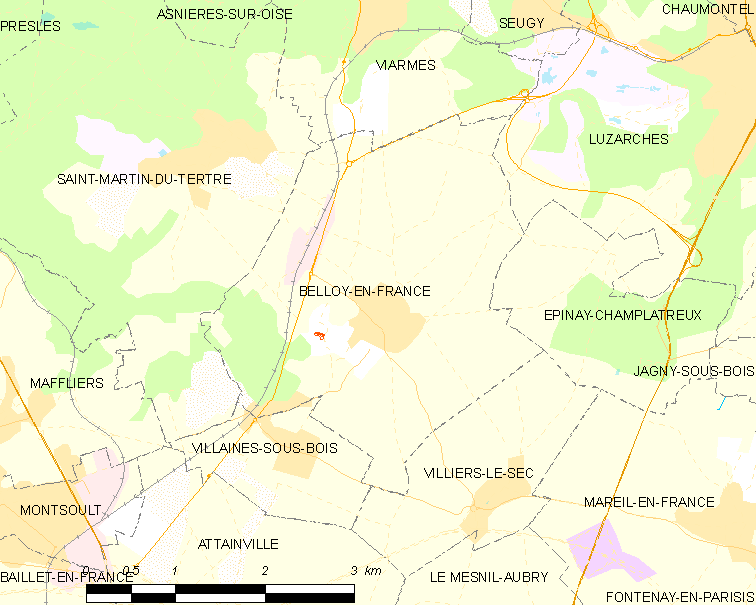
Carte de la commune.
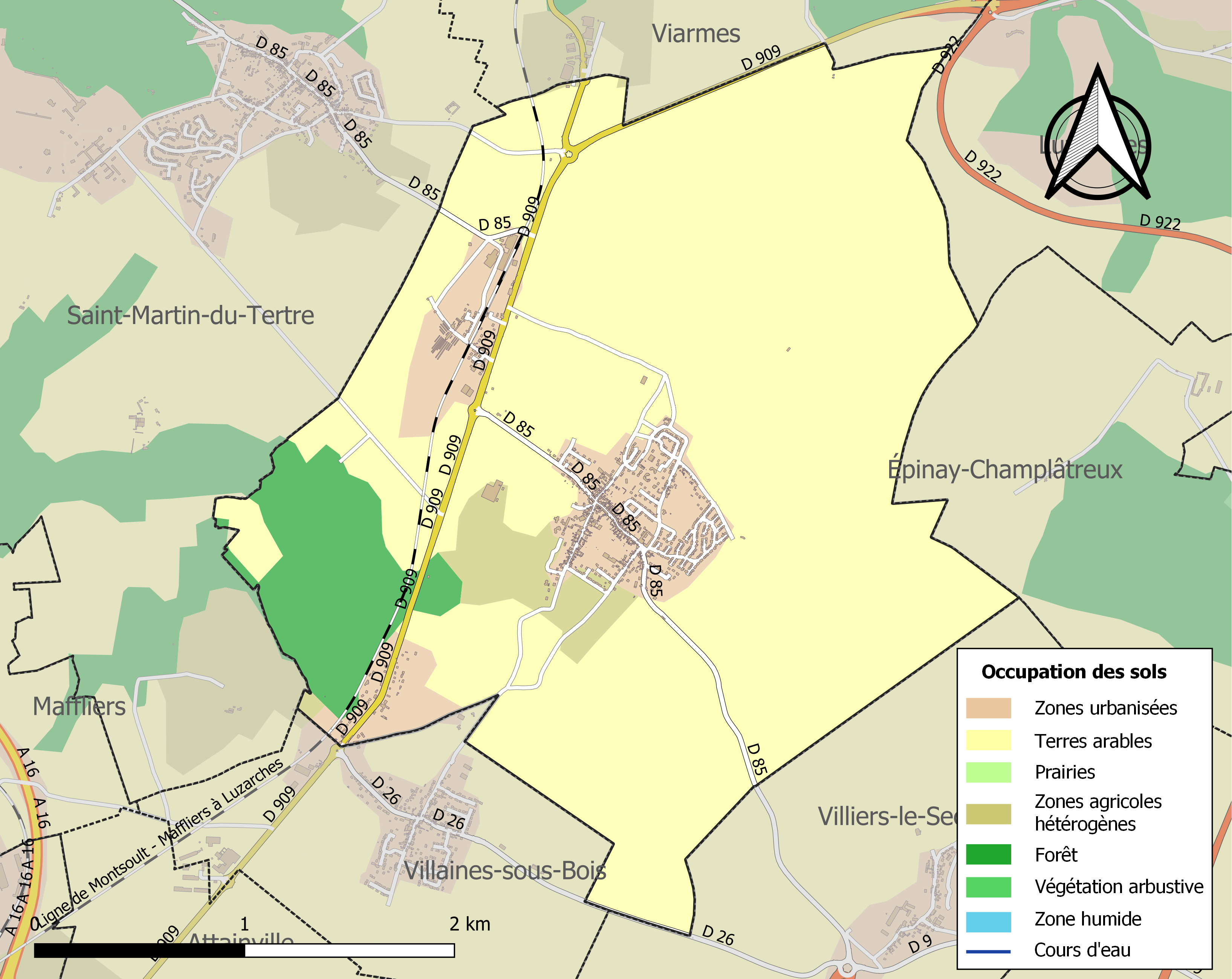
Occupation des sols.

### Communes limitrophes
|                        | Viarmes             | Luzarches           |
| Saint-Martin-du-Tertre | Belloy-en-France    | Épinay-Champlâtreux |
| Villiers-le-Sec        | Villaines-sous-Bois |                     |

Belloy comporte deux lieux-dits : le Beau-Jay à côté de Villaines-sous-Bois, les Briqueteries où est située la gare de Belloy sur la RD 909. Le Clos de la Fontaine, le Clos de l'Épine, et le Clos Saint-Romain sont les noms des quartiers résidentiels autour du bourg ancien.

### Géologie
Le sol de Belloy comprend du gypse et de la marne.

### Voies de communication et transports

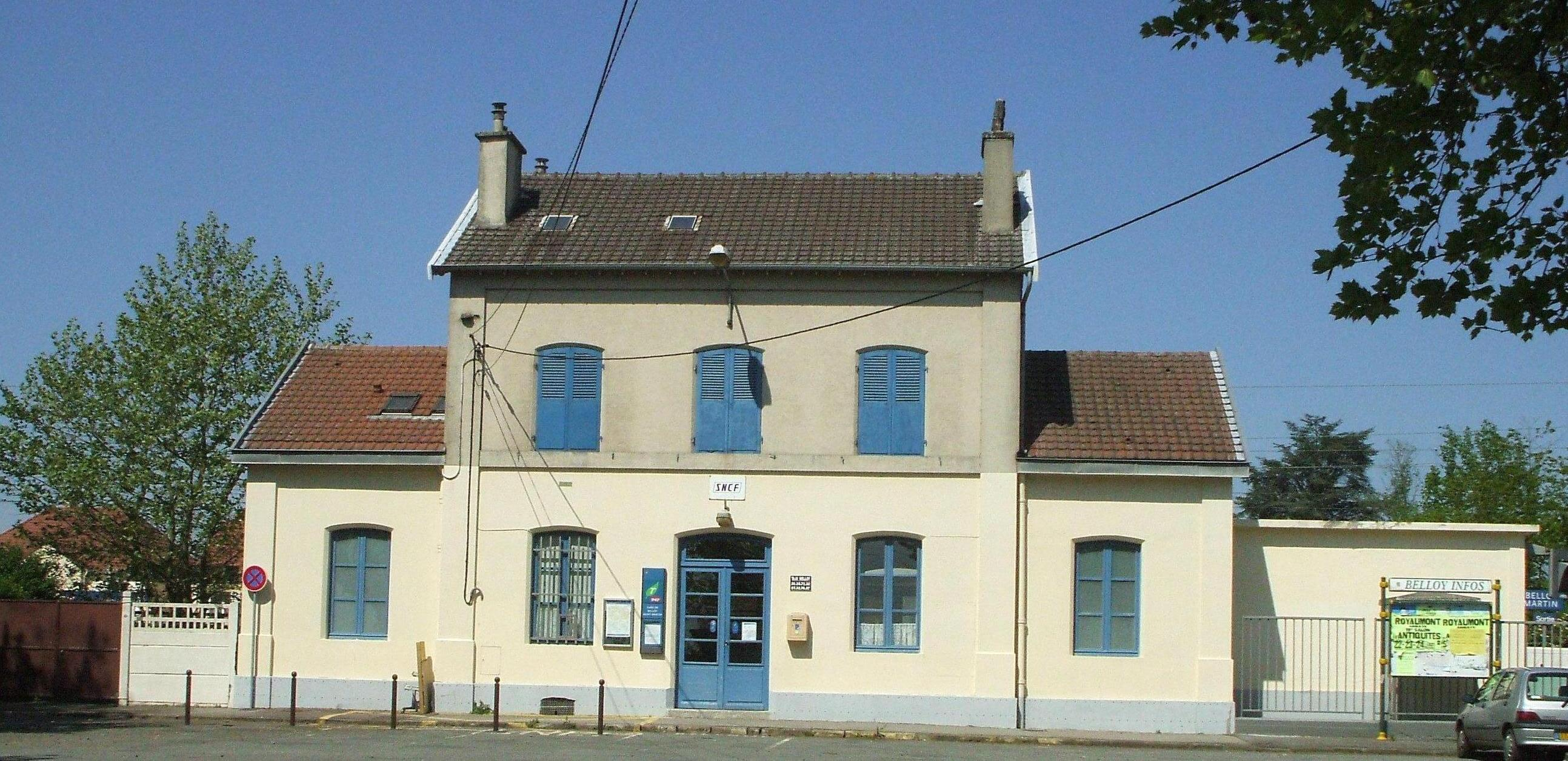
Gare de Belloy - Saint-Martin.

Les liaisons routières sont assurées par deux routes départementales. La RD 909 est un axe nord-sud reliant Viarmes à la Croix Verte (au sud-ouest de Belloy) en passant par les Briqueteries et le Beau-Jay. La RD 85 est un axe est-ouest reliant la RD 909 à la Francilienne, en traversant le centre du village. Des voies communales permettent de relier Villaines-sous-Bois au sud et Viarmes au nord. En outre, des chemins ruraux mènent vers Luzarches et Épinay-Champlâtreux.
Belloy-en-France est desservie par la gare de Belloy - Saint-Martin, sur le réseau Transilien Paris-Nord, branche Paris-Nord — Luzarches. La gare est desservie à raison d'un train omnibus par heure en heures creuses et par un train semi-direct à la 1/2 heure (direct de Sarcelles - Saint-Brice à Montsoult-Maffliers et omnibus ensuite) en pointe. Il faut de 36 à 38 minutes de trajet à partir de la gare du Nord. La ligne de bus no 2 exploité par Keolis Val-d'Oise assure la liaison entre la gare de Montsoult - Maffliers et Beaumont-sur-Oise en passant par Viarmes, du lundi au vendredi uniquement. S'y ajoutent des lignes régulières à vocation scolaire.
Le sentier de grande randonnée GR1 fait une incursion sur le territoire de la commune, au nord-est, venant de Luzarches et repartant vers la frontière entre Luzarches et Épinay-Champlâtreux.

### Climat
Pour des articles plus généraux, voir Climat de l'Île-de-France et Climat du Val-d'Oise.
En 2010, le climat de la commune est de type climat océanique dégradé des plaines du Centre et du Nord, selon une étude du CNRS s'appuyant sur une série de données couvrant la période 1971-2000. En 2020, Météo-France publie une typologie des climats de la France métropolitaine dans laquelle la commune est dans une zone de transition entre le climat océanique et le climat océanique altéré et est dans la région climatique Sud-ouest du bassin Parisien, caractérisée par une faible pluviométrie, notamment au printemps (120 à 150 mm) et un hiver froid (3,5 °C).
Pour la période 1971-2000, la température annuelle moyenne est de 10,6 °C, avec une amplitude thermique annuelle de 14,7 °C. Le cumul annuel moyen de précipitations est de 708 mm, avec 11,2 jours de précipitations en janvier et 8,2 jours en juillet. Pour la période 1991-2020, la température moyenne annuelle observée sur la station météorologique la plus proche, située sur la commune de Bonneuil-en-France à 14 km à vol d'oiseau, est de 12,1 °C et le cumul annuel moyen de précipitations est de 616,3 mm,. Pour l'avenir, les paramètres climatiques de la commune estimés pour 2050 selon différents scénarios d'émission de gaz à effet de serre sont consultables sur un site dédié publié par Météo-France en novembre 2022.

## Urbanisme

### Typologie
Au 1er janvier 2024, Belloy-en-France est catégorisée bourg rural, selon la nouvelle grille communale de densité à sept niveaux définie par l'Insee en 2022.
Elle appartient à l'unité urbaine de Belloy-en-France, une agglomération intra-départementale regroupant deux  communes, dont elle est ville-centre,,. Par ailleurs la commune fait partie de l'aire d'attraction de Paris, dont elle est une commune de la couronne,. Cette aire regroupe 1 929 communes,.

## Toponymie
Bedolitum en 832, Beloyum en 1343, Belletum in Francia, Ballolium, Balay, Baalay en 1223, Belloy en Parisis, Belloy-en-France depuis 1949.
Le nom de Belloy-en-France provient du latin bidolidum, composé de betula, bouleau et du suffixe etum, ensemble de végétaux.

## Histoire
Le village est mentionné pour la première fois dès 775 sous le règne de Charlemagne dans une charte de donation signée à Luzarches. Le village appartient très tôt à l'abbaye de Saint-Denis.
Entre le IXe siècle et la fin du règne de Philippe Auguste on ignore tout des autres propriétaires du territoire. Entre 1160 et 1325, Belloy est intégré au domaine de la famille de Montmorency.
Le remembrement du XIVe siècle favorise la vocation céréalière du village, dont la terre est presque entièrement labourable.
Au milieu du XIIIe siècle apparaît pour la première fois l'appellation « chevalier » de Belloy, premier seigneur d'une longue lignée qui posséda la terre jusqu'à la fin du XVIIe siècle. Hercule de Belloy vendit alors la terre aux chanoines de Paris le 12 juin 1694.
Avant la Révolution, la paroisse dépend de l'élection et du diocèse de Paris et est rattachée au doyenné de Montmorency.
La passementerie s'y implante à la Restauration (voire plus tôt).
Belloy a eu deux châteaux. Un château féodal détruit pendant les guerres de Religion. Il était situé dans le Marsouiller à côté de l'église. Un autre détruit sous l'Empire se trouvait rue des Carreaux. À la suite de la construction de pavillon, les derniers vestiges ont été détruits.
La réalisation du chemin de fer Montsoult-Luzarches et d'une gare située entre Belloy et Saint-Martin-du-Tertre en 1880 entraîne le développement du village, suivi environ un siècle plus tard en 1974 de la construction de l'aéroport Roissy-Charles-de-Gaulle qui provoque une importante expansion démographique (doublement de la population) par l'édification d'un lotissement pavillonnaire à la périphérie du village.
Le village se nommait à l'origine Belloy mais été rebaptisé Belloy-en-France en 1949. Belloy faisait partie de la Seine-et-Oise.

## Politique et administration

### Rattachements administratifs et électoraux
Antérieurement à la loi du 10 juillet 1964, la commune faisait partie du département de Seine-et-Oise. La réorganisation de la région parisienne en 1964 fit que la commune appartient désormais au département du  Val-d'Oise et à son arrondissement de Sarcelles, après un transfert administratif effectif au 1er janvier 1968.
Pour l'élection des députés, elle fait partie depuis 2012 de la deuxième circonscription du Val-d'Oise.
Elle faisait partie depuis 1793 du canton de Luzarches du département de Seine-et-Oise. Lors de la mise en place du Val-d'Oise, elle est rattachée en 1967 au canton de Viarmes. Dans le cadre du redécoupage cantonal de 2014 en France, la commune est désormais intégrée au canton de Fosses.
Belloy-en-France fait partie de la juridiction d’instance de Gonesse (depuis la suppression du tribunal d'instance d'Écouen en février 2008), et de grande instance ainsi que de commerce de Pontoise,.

### Intercommunalité
La commune faisait partie de la communauté de communes Carnelle - Pays de France créée en 2005.
Dans le cadre des dispositions de la loi portant nouvelle organisation territoriale de la République (Loi NOTRe) du 7 août 2015, qui prévoit que les établissements publics de coopération intercommunale (EPCI) à fiscalité propre doivent avoir un minimum de 15 000 habitants (et 5 000 habitants en zone de montagnes), le schéma départemental de coopération intercommunale du Val-d’Oise prévoit la fusion des deux communautés de communes Pays de France et Carnelle Pays de France, soit près de 31 500 habitants répartis sur 19 communes. Cette fusion est effective le 1er janvier 2017 (hormis pour la commune de Noisy-sur-Oise qui rejoint la communauté de communes du Haut Val-d'Oise).
Une nouvelle communauté de communes Carnelle Pays-de-France, dont la commune fait désormais partie, est ainsi créée par un arrêté préfectoral du 20 décembre 2016 qui prend effet le 1er janvier 2017,,.

### Liste des maires
| Période                                  | Période                     | Identité              | Étiquette | Qualité                                                                                         |
| ---------------------------------------- | --------------------------- | --------------------- | --------- | ----------------------------------------------------------------------------------------------- |
| Les données manquantes sont à compléter. |                             |                       |           |                                                                                                 |
| 1872                                     | 1878                        | M. Fredault           |           |                                                                                                 |
| 1878                                     | 1898                        | Baptiste Sainte-Beuve |           |                                                                                                 |
| 1898                                     | 1904                        | M. Vadbled            |           |                                                                                                 |
| 1904                                     | 1932                        | Alphonse Sainte-Beuve |           |                                                                                                 |
| 1932                                     | 1935                        | Germain Compagnon     |           |                                                                                                 |
| 1935                                     | 1953                        | Pierre Sainte-Beuve   |           |                                                                                                 |
| mai 1953                                 | mars 1983                   | André Nivière         |           |                                                                                                 |
| mars 1983                                | juin 1995                   | André Fremont         |           | Agriculteur                                                                                     |
| juin 1995                                | En cours (au 29 avril 2021) | Raphaël Barbarossa    | DVD       | Médecin Président de la CC Carnelle - Pays de France (? → 2016) Réélu pour le mandat 2020-2026, |

## Démographie
L'évolution du nombre d'habitants est connue à travers les recensements de la population effectués dans la commune depuis 1793. Pour les communes de moins de 10 000 habitants, une enquête de recensement portant sur toute la population est réalisée tous les cinq ans, les populations de référence des années intermédiaires étant quant à elles estimées par interpolation ou extrapolation. Pour la commune, le premier recensement exhaustif entrant dans le cadre du nouveau dispositif a été réalisé en 2007.

En 2022, la commune comptait 2 239 habitants, en évolution de +2,85 % par rapport à 2016 (Val-d'Oise : +4 %, France hors Mayotte : +2,11 %).
| 1793 | 1800 | 1806 | 1821 | 1831 | 1836 | 1841 | 1846 | 1851 |
| ---- | ---- | ---- | ---- | ---- | ---- | ---- | ---- | ---- |
| 800  | 815  | 787  | 687  | 737  | 757  | 751  | 782  | 767  |

| 1856 | 1861 | 1866 | 1872 | 1876 | 1881 | 1886 | 1891 | 1896 |
| ---- | ---- | ---- | ---- | ---- | ---- | ---- | ---- | ---- |
| 722  | 685  | 666  | 750  | 900  | 858  | 842  | 825  | 758  |

| 1901 | 1906 | 1911 | 1921 | 1926 | 1931 | 1936 | 1946 | 1954 |
| ---- | ---- | ---- | ---- | ---- | ---- | ---- | ---- | ---- |
| 711  | 698  | 719  | 754  | 798  | 869  | 813  | 818  | 972  |

| 1962  | 1968  | 1975  | 1982  | 1990  | 1999  | 2006  | 2007  | 2012  |
| ----- | ----- | ----- | ----- | ----- | ----- | ----- | ----- | ----- |
| 1 041 | 1 065 | 1 710 | 1 645 | 1 540 | 1 536 | 1 784 | 1 819 | 2 098 |

| 2017  | 2022  | - | - | - | - | - | - | - |
| ----- | ----- | - | - | - | - | - | - | - |
| 2 189 | 2 239 | - | - | - | - | - | - | - |

## Économie
La commune de Belloy-en-France est essentiellement constituée de terres agricoles mais elle est également dotée d'une clinique de courts séjours, de serres et d'une passementerie.
Les briqueteries et la distillerie ne sont plus en activité.
Belloy est équipée du WiMax.

## Culture locale et patrimoine

### Lieux et monuments

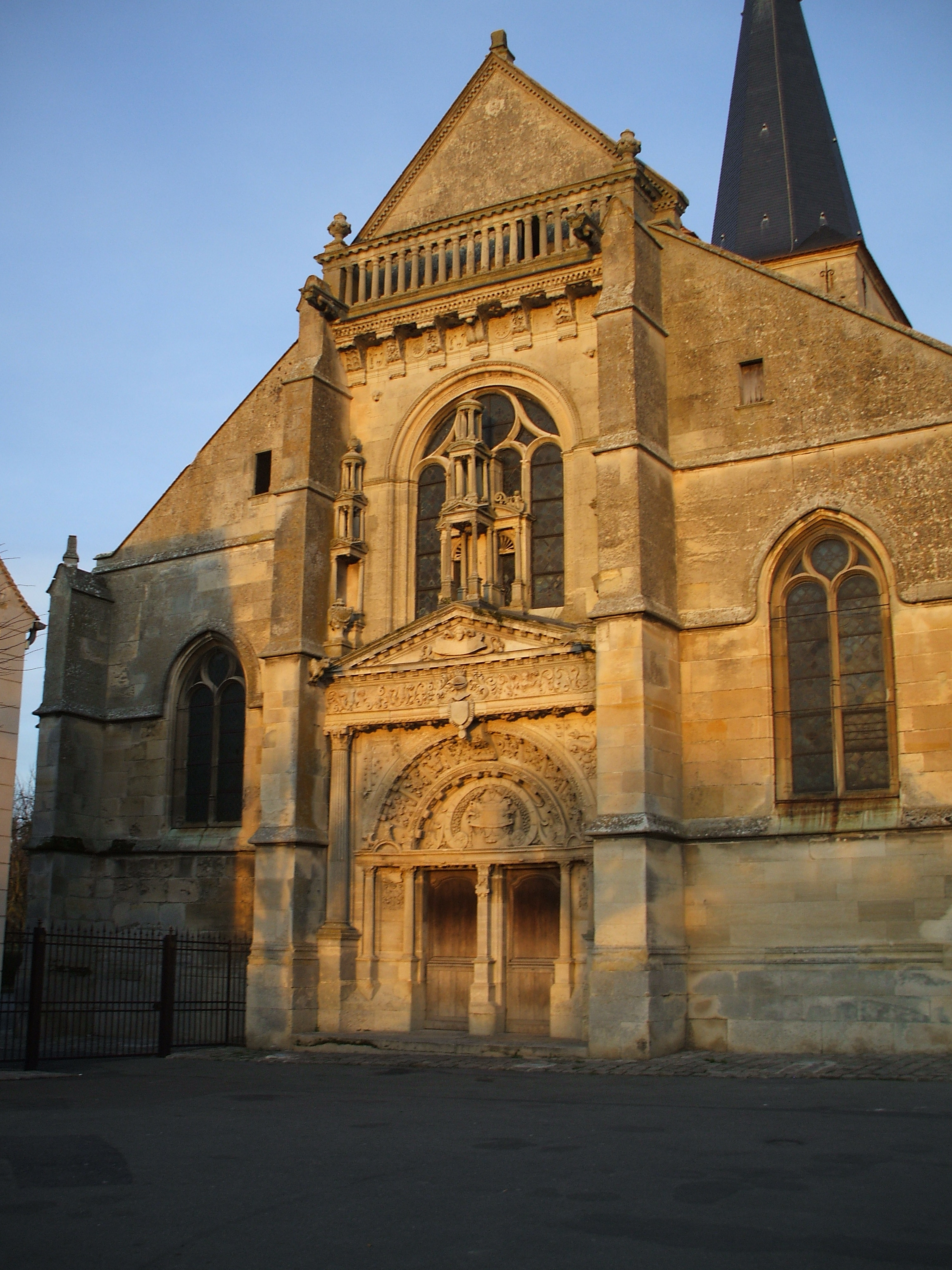
Portail de l'église de Belloy-en-France.

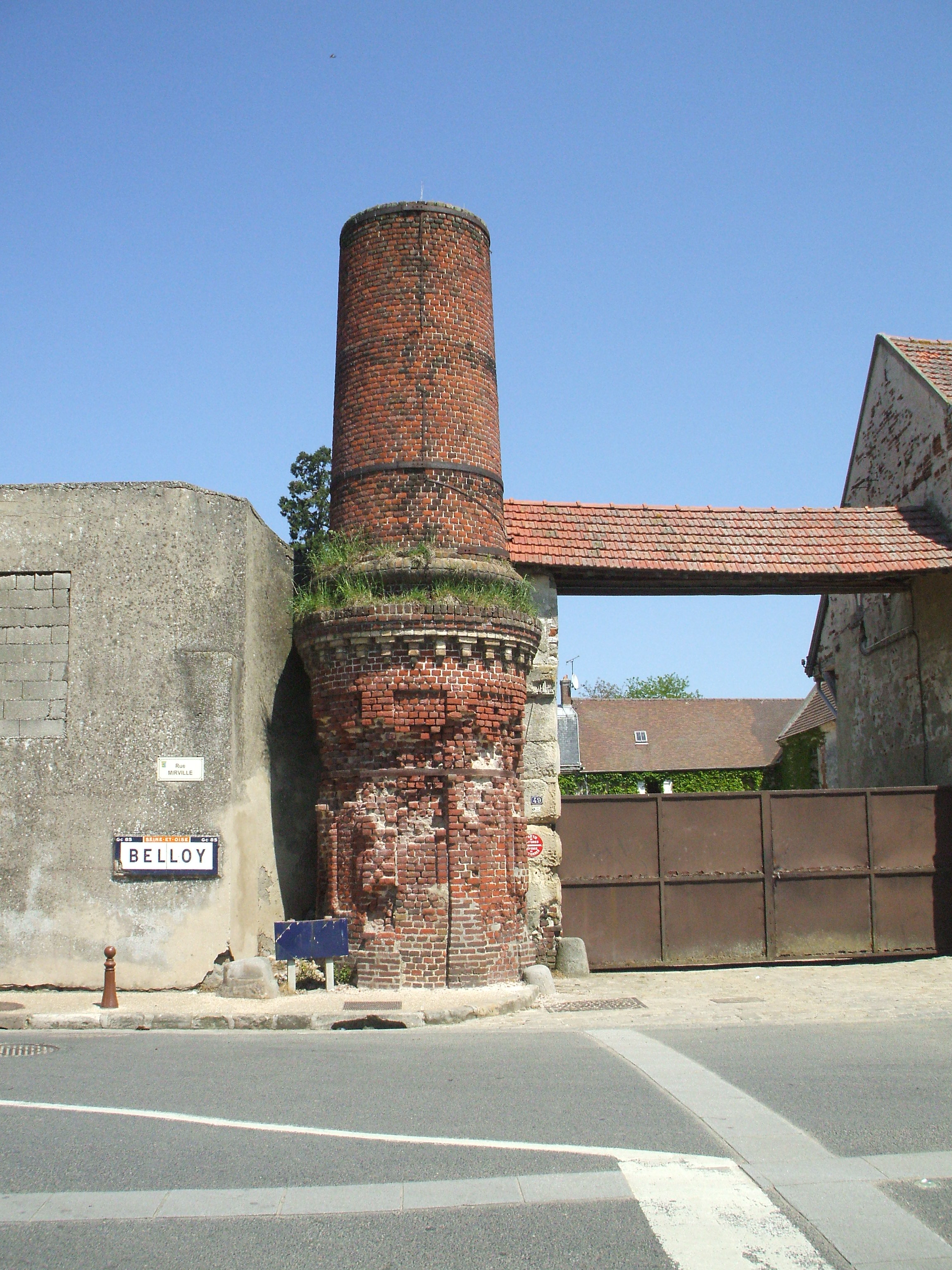
Cheminée de la distillerie.

#### Monument historique
Belloy-en-France ne compte qu'un seul monument historique sur son territoire.
- Église Saint-Georges (classée monument historique par liste de 1846[34]) : elle fut bâtie au XIIIe siècle à l'emplacement d'un sanctuaire primitif, très tôt lieu de pèlerinage.

La façade est de style Renaissance ; le portail, parfois attribué à Jean Bullant, est composé d'un tympan portant sur des colonnes cannelées à chapiteaux corinthiens, le tout encadré d'un entablement à l'antique très décoré, surmonté aux extrémités de deux lanternons. La salamandre et l'initiale du roi François Ier figurent sur les écoinçons. La base du clocher et la chapelle de la Vierge constituent les parties les plus anciennes de l'édifice. Le chœur est voûté d'ogives en étoile, voûtes renforcées par des liernes et tiercerons dans la nef et les bas-côtés. Les fonts baptismaux de pierre décorés de bas-reliefs représentant des motifs végétaux datent de 1524.
L'édifice possède une dalle tumulaire à double effigie de Guillaume de Belloy, une chaire et des boiseries du XVIIIe siècle et en face, un banc d'œuvre du XVIIe siècle surmonté d'un fronton,.

#### Autres éléments du patrimoine
- Cheminée de la distillerie et ancienne ferme de l'abbaye de Saint-Denis, rue de la Croix[35].

### Équipements culturels

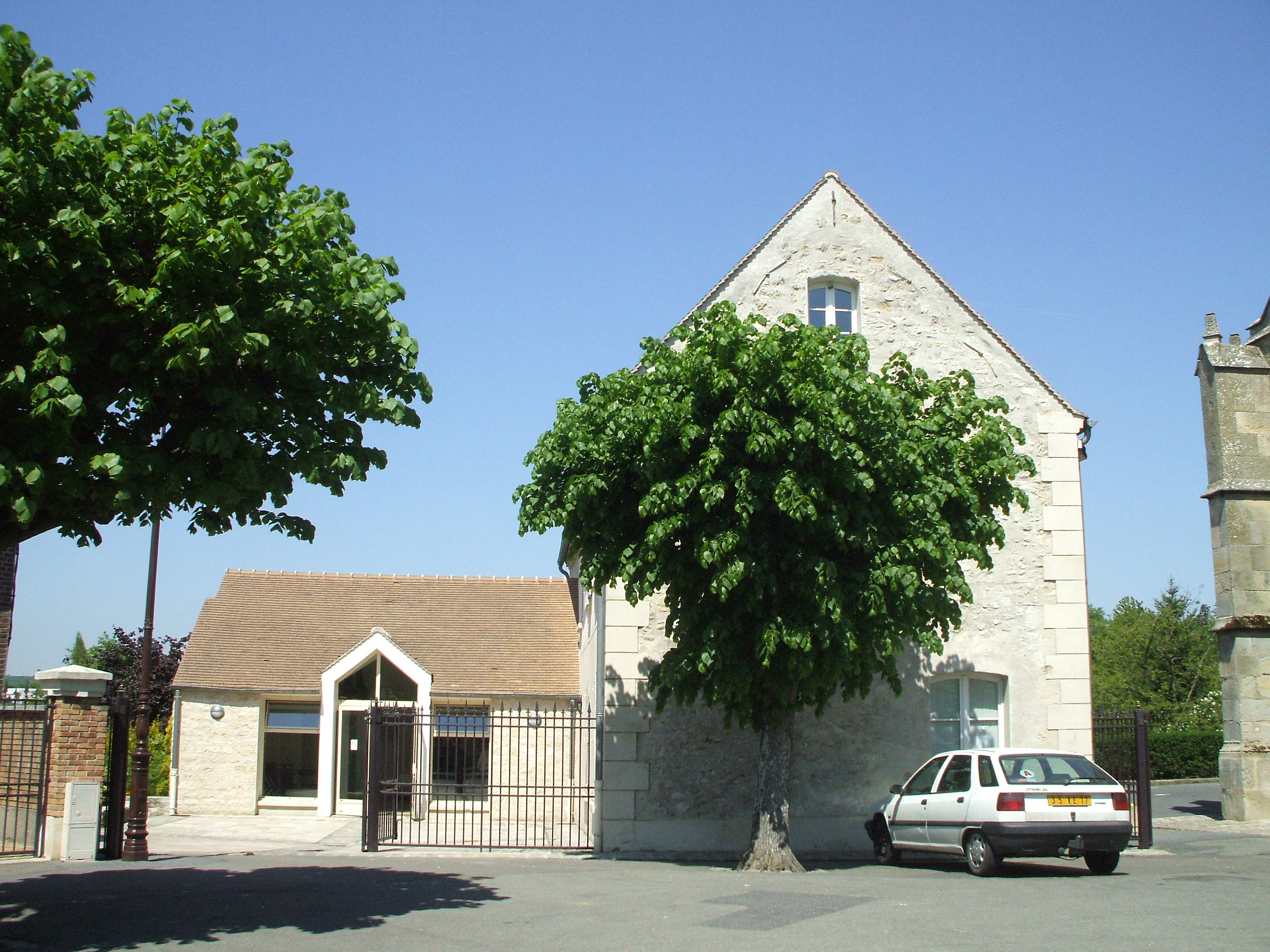
La médiathèque.

Belloy est dotée d'une médiathèque au sein de l'ancien presbytère, d'une maison pour tous, de deux terrains de foot, d'un terrain de cross, d'un terrain de pétanque et d'un terrain de paintball.

### Belloy-en-France sur écran
En 1983 y est tourné Le Retour des bidasses en folie avec Les Charlots. On y voit notamment le presbytère, la mairie…
En octobre 2019, la rue de Verdun est le lieu de tournage d'une scène de la série La garçonne.

### Personnalités liées à la commune
- Raoul Delfosse (1924-2009), acteur français, décédé à Belloy-en-France.

### Héraldique
| Blason de Belloy-en-France | Blason  | Parti : au premier coupé au I de gueules à sept losanges d'or ordonnés 3, 3 et 1 et au II d'or à saint Georges sur un cheval terrassant de sa lance un dragon le tout contourné de sable, le cheval portant sur son flanc un écu d'argent à la croix de gueules, au second d'azur semé de fleurs de lys d'or ; l’écu surmonté d’une couronne murale. |
| Blason de Belloy-en-France | Détails | Le premier quartier représente le blason des Morangle, le second quartier en dessous fait référence à l'église dédiée à saint Georges . La deuxième partie fait référence à la région du Pays de France. Officiel |